# Довгошиївська сільська рада
Довгоши́ївська сільська́ ра́да — колишній орган місцевого самоврядування у Млинівському районі Рівненської області. Адміністративний центр — село Довгошиї.

## Загальні відомості
- Довгошиївська сільська рада утворена в 1433 році.
- Територія ради: 20,89 км²
- Населення ради: 1 107 осіб (станом на 2001 рік)
- Територією ради протікає річка Путіловка.

## Населені пункти
Сільській раді були підпорядковані населені пункти:
- с. Довгошиї

## Склад ради
Рада складалася з 16 депутатів та голови.
- Голова ради: Хевзюк Олег Олександрович
- Секретар ради: Осипчук Софія Федорівна

### Керівний склад попередніх скликань
| Прізвище, ім'я, по батькові    | Основні відомості                                                                                  | Дата обрання | Дата звільнення |
| ------------------------------ | -------------------------------------------------------------------------------------------------- | ------------ | --------------- |
| Завадський Микола Анатолійович | Сільський голова, 1966 року народження, член Народної партії                                       | 26.03.2006   | 31.10.2010      |
| Хевзюк Олег Олександрович      | Сільський голова, 1982 року народження, освіта вища, член Всеукраїнського об'єднання «Батьківщина» | 31.10.2010   |                 |

Примітка: таблиця складена за даними сайту Верховної Ради України